# Blabia truncata
Blabia truncata là một loài bọ cánh cứng trong họ Cerambycidae.